# FIBA Diamond Ball
El FIBA Diamond Ball fue una competición de selecciones nacionales de baloncesto oficial organizada por la FIBA que agrupaba a los campeones continentales del momento. El primer torneo se llevó a cabo en el año 2000 en Hong Kong. La competición se realizaba cada cuatro años, previo a los Juegos Olímpicos.

## Resultados
| Año          | Sede                          |                     | Medalla de oro | Final Resultado | Medalla de plata |       | Medalla de bronce | Resultado | Cuarto Lugar |
| 2000 Detalle | Hong Kong, China              | Australia           | 78-71          | Yugoslavia      | Italia           | 82-74 | Canadá            |           |              |
| 2004 Detalle | Belgrado, Serbia y Montenegro | Serbia y Montenegro | 93-80          | Lituania        | Argentina        | 84-74 | China             |           |              |
| 2008 Detalle | Nankín, China                 | Argentina           | 95-91          | Australia       | China            | 75-46 | Irán              |           |              |

## Ediciones

### Hong Kong 2000
En esta primera edición el campeonato se dividió en 2 grupos de 3 equipos, Yugoslavia obtuvo el grupo A con 2 victorias, postergando a Canadá (1-1) y Angola (0-2).En el grupo B Australia (2-0) clasificó a la final tras postergar a Italia (1-1) y a los locales de China (0-2).
En el juego final los australianos obtuvieron el título.

### Belgrado 2004
El campeonato se dividió en 2 grupos de 3 equipos, en los cuales se impusieron Lituania (que postergó a Argentina y a Angola) y Serbia (que postergó a China y a Australia respectivamente).
La ex Yugoslavia puso fin a una racha de magros resultados y obtuvo el título tras vencer 93-80 a Lituania.
Yao Ming, fue elegido MVP del torneo, tras finalizar China en la cuarta colocación por detrás de Argentina, que obtuvo el bronce.

### Nankín 2008
Se llevó a cabo en Nankín, China del 29 de julio al 1 de agosto de 2008 en el Centro Deportivo Olímpico de Nankín.
Participó 1 selección nacional de cada una de las zonas de la FIBA (FIBA África, FIBA Américas, FIBA Asia, FIBA Europa y FIBA Oceanía) y el país sede China.
Serbia participó como campeón defensor del torneo.
Este torneo fue ganado por Argentina que derrotó 95-91 a Australia.

### 2012
El IV FIBA Diamond Ball de 2012, era un torneo oficial organizado por FIBA, que se debería haber llevado a cabo en Londres (Gran Bretaña), desde fines de julio a principios de agosto de 2012, como competición previa a los Juegos Olímpicos. Pero finalmente, por problemas de fechas y de organización, no se celebró esta joven competición FIBA (a modo de la Copa FIFA Confederaciones de fútbol), cuyo experimento solo contaba con tres ediciones disputabas, celebradas cada cuatro años y en las que no siempre podía asistir algún equipo campeón.
En cambio, se disputaría una serie de partidos de preparación previa a los Juegos de Londres, disputados en su mayoría en España (en el marco de la "Gira Ruta Ñ", organizado por la Federación Española de Baloncesto, para la preparación de la selección española), con una serie de partidos amistosos entre las selecciones campeonas de su correspondiente confederación, a excepción de Asia, e incluyendo la Campeona del Mundo y Olímpica del momento (EE. UU), y a la subcampeona de Europa (Francia).
Finalmente concluiría con un Torneo Triangular entre las 3 mejores selecciones del mundo, Argentina - EE. UU. - España, disputando la gran final las selecciones de EE. UU. y España, que habían ganado hasta entonces todos sus encuentros, y que acabaría imponiéndose la selección estadounidense a la española.
Hubieran participado las selecciones nacionales campeonas de cada una de las zonas de la FIBA (FIBA África, FIBA Américas, FIBA Asia, FIBA Europa y FIBA Oceanía) y el país sede Gran Bretaña.

#### Selecciones que deberían haber sido las participantes
- Gran Bretaña (país anfitrión de los JJ. OO.)
- España (Campeona del Campeonato FIBA Europa 2011)
- Argentina (Campeona del Campeonato FIBA Américas 2011)
- Túnez (Campeona del Campeonato FIBA África 2011)
- Australia (Campeona del Campeonato FIBA Oceanía 2011)
- China (Campeona del Campeonato FIBA Asia 2011)

## Medallero histórico
| Núm. | País                | Oro | Plata | Bronce | Total |
| ---- | ------------------- | --- | ----- | ------ | ----- |
| 1    | Australia           | 1   | 1     | 0      | 2     |
| 2    | Argentina           | 1   | 0     | 1      | 2     |
| 3    | Serbia y Montenegro | 1   | 0     | 0      | 1     |
| 4    | Yugoslavia          | 0   | 1     | 0      | 1     |
| 5    | Lituania            | 0   | 1     | 0      | 1     |
| 6    | Italia              | 0   | 0     | 1      | 0     |
| 7    | China               | 0   | 0     | 1      | 0     |